# Eggert Jónsson
Eggert Gunnþór Jónsson (ur. 18 sierpnia 1988 w Reykjavíku) – islandzki piłkarz, występujący na pozycji  defensywnego pomocnika. Od 2017 gracz klubu SønderjyskE Fodbold.
Piłkarz rozpoczął profesjonalną piłkarską karierę w 2004 w klubie Fjarðabyggð w Islandii. Wystąpił w 22 ligowych meczach i strzelił 5 bramek. Od sezonu 2005/2006 gra w szkockim klubie Heart of Midlothian, w barwach którego zadebiutował 20 września 2006 w wygranym 4:0 meczu Pucharu Ligi Szkockiej z zespołem Alloa Athletic.